# Mahirap maging pogi (singolo)
Mahirap maging pogi è un singolo del rapper filippino Andrew E., pubblicato nel febbraio 1992 e title track dell'omonimo film.
Il brano è stato scritto dallo stesso Espiritu con l'orchestrazione di Alvin Nuñez.

## Film
Nell'agosto 1992 è uscito nelle sale cinematografiche, su distribuzione di Viva Films, l'omonimo film diretto dal regista Ben Feleo e con protagonisti lo stesso Espiritu, Dennis Padilla e Janno Gibbs.